# Luis Barranzuela
Luis Roberto Barranzuela Vite (Lima, 18 de novembre de 1962) és un expolicia, advocat i polític peruà, que va exercir de ministre de l'Interior del Perú entre el 6 d'octubre i el 2 de novembre de 2021 durant el govern de Pedro Castillo.

## Orígens
Luis Barranzuela va néixer el 18 de novembre de 1962 a la ciutat de Lima, Departament de Lima, Perú. Va estudiar Dret a la Universitat de Sant Martí de Porres i es va gradar en un màster en Dret dels negocis per la mateixa universitat. Va exercir com a oficial superior a la Policia d'Investigacions del Perú i a la Policia Nacional del Perú entre 1984 i 2011, any en el qual es va retirar. Fins al seu nomenament com a ministre, va ser l'advocat del partit Perú Lliure, Vladimir Cerrón i Guido Bellido.

## Trajectòria política

### Ministre de l'Interior
El 6 d'octubre de 2021 va ser nomenat ministre de l'Interior del Perú pel president Pedro Castillo.
Tot i les prohibicions imposades pel mateix ministeri, el 31 d'octubre va organitzar una festa pel Dia de la Cançó Criolla al seu domicili. Després de l'esdeveniment va negar haver fet una festa i va afirmar que només es va tractar d'una reunió de treball al·legant que «el Perú no pot parar». Tot i això, veïnat del ministre va declarar a la premsa local que sí que es va dur a terme una festa, que aquesta havia començat a la tarda i que a causa de la incomoditat de la música que sonava a tot volum van decidir trucar a la policia. En declaracions al diari Perú21, un veí va explicar que, inusualment, dies enrere es va realitzar la retirada de cotxes que es trobaven als carrers limítrofs a la casa del ministre, cosa que va fer suposar que la festa havia estat planejada. Després d'això, congressistes de diferents bancades van exigir la seva renúncia i van amenaçar de no donar el vot de confiança al gabinet de Mirtha Vázquez si estava al càrrec. La Defensoria del Poble va emetre un pronunciament a les seves xarxes socials recordant a la ciutadania, i en especial els que ocupen alts càrrecs, que han de complir amb les mesures sanitàries per contrarestar els contagis de la pandèmia de COVID-19. El president de la Comissió de Defensa del Congrés, José Williams, va informar que se l'havia citat el 3 de novembre per tal que respongués per la festa de casa seva.